# ميلك تيرت (طعام)
تورتة الحليب او ميلك تيرت Melktert ( /ˈmɛlktɛrt/ ، Afrikaans لتورتة الحليب ) هي حلوى تنتشر في جنوب أفريقيا تم إنشاؤها في الأصل من قبل المستوطنين الهولنديين في جنوب إفريقيا  وتتكون من خبز الكعك ومعجنات حلوة تحتوي على حشوة الكاسترد مصنوعة من الحليب والدقيق والسكر والبيض . نسبة الحليب إلى البيض أعلى منها في تورتة الكاسترد البرتغالية التقليدية أو تورتة البيض الصينية ، مما ينتج عنه قوام أخف ونكهة حليب أقوى. 

## انشارها
نشأت الحلوى ميلك تيرت بين المستوطنين الهولنديين في مستعمرة كيب الهولندية في القرن السابع عشر ، ويُعتقد أنها تطورت من الحلوى الهولندية غير المعروفة، وهي حلوى تشبه كعكة الجبن  والتي تم تضمينها في كتاب الطبخ Een Notabel Boexcken Van Cokeryen ( وهو كتاب بارز عن فن الطبخ ) نشره توماس فان دير نوت حوالي عام 1514.  تتطلب بعض الوصفات خبز الكاسترد في وجه الكعك، بينما يطلب البعض الآخر تحضير الكاسترد مسبقًا ، ثم وضعه في وجه الكعك قبل التقديم.  غالبًا ما يتم رش القرفة على سطحها ، ويمكن أيضًا نقع الحليب المستخدم في الكاسترد بعود القرفة قبل التحضير.
تعد وجبة أساسية في احتفالات الكنيسة والصناعات المنزلية ، وهي شائعة في محلات السوبر ماركت في جنوب إفريقيا ،  قد يتم تقديمها باردة أو في درجة حرارة الغرفة ، أو دافئًا قليلاً. 

## الروابط الخارجية
- "Die wen-melktert - hier's die resep!". Sarie. 28 مايو 2009. مؤرشف من الأصل في 2023-01-24.